# Achilles Wild
Achilles Wild (* 29. Oktober 1854 in Frankfurt am Main; † 6. April 1917 ebenda) war ein deutscher Ruderer.

## Leben

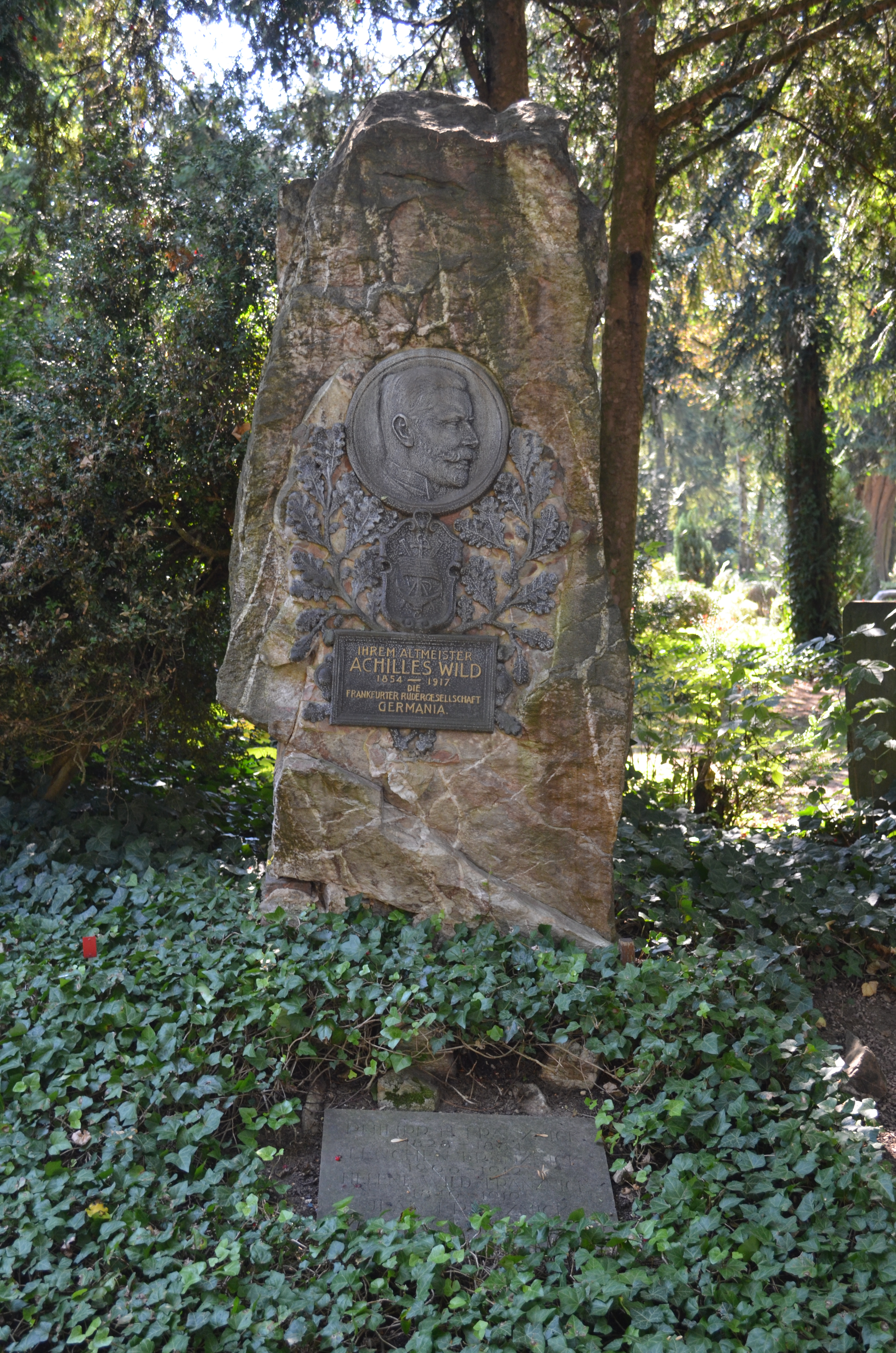
Grabmal auf dem Frankfurter Hauptfriedhof

Wild wurde im nassauischen Land als eines von zehn Kindern geboren. In der Schulzeit und während seiner kaufmännischen Ausbildung widmete er sich dem Turnen. Nach der Rückkehr aus dem Deutsch-Französischen Krieg 1870/71 trat Wild der Frankfurter Rudergesellschaft Germania 1869 bei und saß bei den Regattaerfolgen der „Germania“ 1874 in Rotterdam und Amsterdam sowie 1875 in Hamburg mit im Boot. Am 6. Juli 1877 konnte der „Germania“-Vierer mit Steuermann um Wild die Kaiserregatta in Bad Ems für sich entscheiden. Die Verleihung des von Kaiser Wilhelm I. gestifteten Preises führte dieser persönlich unmittelbar nach dem Rennen durch.
Im Vorfeld des ersten deutschen Meisterschaftsrudern, das am 13. August 1882 in seiner Heimatstadt auf dem Main ausgetragen wurde, galt Wild als Favorit in der einzig durchgeführten Einer-Konkurrenz:

„Wild ist ein so mächtiger Gegner, ein so feingeschulter, fachlich durchgebildeter Sculler, ein so colossal starker Ruderer, ein so wohltrainierter Kämpe, dass wir an seinem Siege nicht im Mindesten zweifeln.“

An dem Rennen um den Titel „Meister von Deutschland“ beteiligten sich neben Booten des Gastgebers auch solche des Mannheimer RC und des Wiener RV Donauhort. Über eine Distanz von 2.500 Metern setzte sich Wild in einer Zeit von 7:09 Minuten durch, gefolgt vom Wiener Heinrich Hintermann mit 30 Sekunden Rückstand und dem „Germania“-Mannschaftskameraden Adolf Meixner. Tausende Zuschauer wohnten der Veranstaltung in Kähnen sowie im Zielbereich am Festplatz an der Gerbermühle bei. Als Gewinner erhielt der Frankfurter einen von der „Germania“ gestifteten Ordensstern mit zwei über Kreuz gelegten goldenen Rudern, einem aus Smaragden geflochtener Lorbeerkranz ringsumher sowie einem diamantenen Strahlenkranz. Beim Meisterschaftsrudern 1883 musste sich Wild dem Mannheimer Jean Bungert geschlagen geben und wurde Zweiter unter lediglich zwei Teilnehmern. Erfolgreicher verliefen die folgenden Jahre für den „Germania“-Ruderer: 1884, 1885, 1886, 1887 und 1888 gewann Wild fünfmal in Folge die deutsche Meisterschaft. Bereits im Jahr 1886 ging der Ordensstern in das Eigentum des Ruderers über, sodass der Deutsche Ruderverband einen bis heute verliehenen Wanderpreis stiftete, eine Goldkette mit Brillantstern und Plaketten, auf denen die Gewinner des Titels „Meister von Deutschland“ eingraviert werden. Mit sechs gewonnenen Meisterschaften auf nationaler Ebene liegt Wild hinter Peter-Michael Kolbe (zehn Titel) und Marcel Hacker (neun Titel) noch heute auf dem dritten Rang der erfolgreichsten Ruderer im Einer.
Wild galt als Autodidakt und errang während seiner 22 Jahre andauernden Karriere 105 Siege bei 142 Rennen. Er war großgewachsen, hatte ein Wettkampfgewicht von etwa 80 Kilogramm und war außerdem Halter zweier Möpse. Wild, der seit April 1889 in kinderloser Ehe mit Magdalene Sibylle Fränznick verheiratet war, starb am Karfreitag 1917 im Alter von 62 Jahren und wurde auf dem Frankfurter Hauptfriedhof beigesetzt. Sein Grabmal (A 194), ein Findling mit Porträtmedaillon des Ruderers sowie dem Wappen der Rudergesellschaft „Germania“, ist heute als Kulturdenkmal eingetragen.